# Economist Intelligence Unit
Economist Intelligence Unit (EIU) — це британський бізнес у Economist Group, що надає послуги з прогнозування, дослідження та аналізу щомісячних звітів країн, п'ятирічних економічних прогнозів країни, звітів про ризики для країн і звітів за галузями.
EIU забезпечує аналіз країн, галузей промисловості та менеджменту по всьому світу та містить колишню Business International Corporation, британську компанію, придбану в 1986 році. EIU має кілька офісів по всьому світу, включаючи два офіси в Китаї й один – у Гонконзі.
Нині чинний директор — Робін Беу – колишній директор з питань редакції компанії та головний економіст.